# یواس‌اس استیکل (دی‌دی-۸۸۸)
یواس‌اس استیکل (دی‌دی-۸۸۸) (به انگلیسی: USS Stickell (DD-888)) یک کشتی بود که طول آن ۳۹۰ فوت ۶ اینچ (۱۱۹٫۰۲ متر) بود. این کشتی در سال ۱۹۴۵ ساخته شد.